# Poljanec
Poljanec is een plaats in de gemeente Martijanec in de Kroatische provincie Varaždin. De plaats telt 792 inwoners (2001).